# Nygolaimus brachyuris
Nygolaimus brachyuris är en rundmaskart. Nygolaimus brachyuris ingår i släktet Nygolaimus, och familjen Nygolaimidae. Arten är reproducerande i Sverige.